# Ельза Марія Паде
Ельза Марія Паде (дан. Else Marie Pade, нар. 2 грудня 1924) — данська композиторка та учасниця руху Опору в Другій світовій війні. Перша в Данії творчиня електронної та конкретної музики (1954). Працювала з П'єром Шеффером та Карлгайнцом Штокгаузеном.

## Біографія
Народилася в Орхусі. У дитинстві часто була прикутою до ліжка через пієлонефрит. Вона слухала навколишній світ і створювала «звукові картини» з його звуків. Ці звуки стали основою її майбутніх музичних творів.
Перші музичні уроки Ельзі давала мати, яка вчила її гри на фортепіано, і також материна вчителька музики. Пізніше Ельза почала відвідувати музичну школу в Орхусі, директор якої, Едуард Мюллер, побачив талант дівчини і запросив її вчитися попри неспроможність родини оплатити навчання. У музичній школі 12-річна Ельза познайомилася з джазом, позичивши у друга переносний грамофон і почувши New Orleans jazz.
У 16 долучилася до джаз-бенду The Blue Star Band, що грав на шкільних святах. За порадою брата ударника гурту, який вивчав музику в університеті і брав уроки фортепіано у викладачки консерваторії Карін Бріґ, Паде перейшла від джазу, почавши брати уроки фортепіано у Бріґ (Бак, 2008, 20). Завдяки Карін Бріґ Паде прийшла у данський рух опору: одного разу німецький солдат кинувся за Паде в центрі Орхуса, вона втекла у Клінтеґорден, де жила Бріґ, і разом з нею приєдналася до жіночої групи опору.

## Опір та ув'язнення

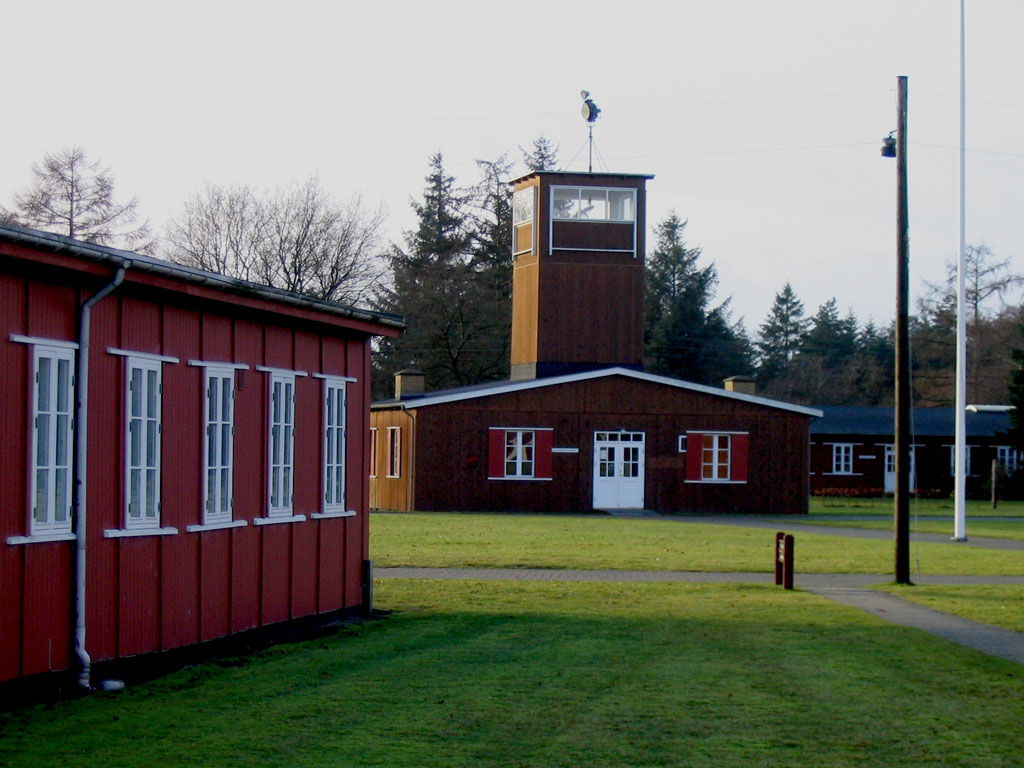
Центральна сторожова вежа у Фрослевлейрені.

Паде почала розповсюджувати нелегальні газети після 20 серпня 1943 року і у 1944 пройшла тренування з використання зброї та вибухівки. Вона приєдналася до групи підривниць, які виявляли телефонні лінії, щоб підірвати їх, коли втрутяться британці, щоб німці не змогли скористатися телефонною мережею. Однак початковий план було скасовано після нормандської висадки (Вифф, 2003).
13 вересня 1944 року Ельзу Паде заарештовало Гестапо. Прокинувшись у камері після допиту, вона написала свою першу пісню «Ти і я, і зорі», яку вишкрябала на стіні. Її відіслали у табір Фрослевлейрен, де вона почала створювати музику. У таборі в'язні співали, щоб підтримати свій дух, і серед пісень були твори Паде та інші пісні в аранжуванні Бріґ. З нагоди 60-річчя визволення ці твори було видано на CD під назвою Songs in the Darkness: Music Frøslevlejren 1944–45.

## Творчість
Після війни Ельза Марія Паде вчилася на піаністку Королівській данській музичній консерваторії у Копенгагені, однак через наслідки ув'язнення у Фрослевлейрені не змогла продовжувати і перейшла на вивчення композиції. Вивчала композицію у Вагна Хольмбу, пізніше — у Яна Маєгора (опанувала техніку додекафонії). 
У 1952 році Паде почула програму по Данському радіо про конкретну музику і її творця П'єра Шеффера, які нагадали їй дитинство. Будучи з родиною у Франції, вона зв'язалася з французьким радіо RTF та Шеффером, побувавши на його семінарі. Того ж року Паде прочитала його роботу À la Recherche d'une musique concrete (Слідами конкретної музики).[джерело?]
Повернувшись додому, Марія Паде заснувала студію електронного звуку, що працювала і як науково-дослідна лабораторія, і як центр звукового дизайну — записана на студії музика призначалась для озвучення радіопрограм.
Паде продовжувала писати музику, однак відомою була небагатьом, аж до видання її творів на CD дисках у 2000-х роках. Про неї знято документальний фільм Lyd på Liv (2006).

### «День у Баккені»
Надихнувшись працею Шеффера, Паде створила те, що стало першим твором конкретної й електронної музики в Данії: «День у Баккені». Згодом вона погодилася написати фонову музику для нової телепередачі на основі цього твору.

### «Symphonie magnétophnique»
Це твір конкретної музики, що описує щоденне життя у Копенгагені: ранок, що починається звичними справами, дорога на роботу в офіс і на фабрику, далі дорога додому зі школи чи з роботи і домашні справи увечері, і так закінчується день, щоб потім почався новий.[джерело?]

### «Сім кіл»
Твір Syv cirkler Паде написала після відвідання планетарію на Всесвітній виставці 1958 року в Брюсселі. Твір представляє нічне небо і рух зірок відносно одна одної, й базується на принципах кольорів звуків Лігеті, Булеза серіалізмі та математичній організації нот Штокгаузена. Це перший суто електронний твір Паде.

### «Школа у Дармштадті»
Зацікавленість новою музикою змусила Паде та багатьох інших композиторів поїхати у Дармштадт слухати лекції Штокгаузена, Лігеті та Булеза. Паде брала участь у 1962, 1964, 1968 та 1972 роках. Штокгаузен використовував її Glass Bead Game як приклад у своїх лекціях з електронної музики (Бак, 2008, 26 та 28).

### Grass blade
Паде дружила з Ніні Теіладе, разом з нею та іншими створивши телевізійний балет «Grass Blade», за мотивами вірша Ель Формана, з хореографією Теіладе.[джерело?]

## Дискографія
- Et Glasperlespil (2001, Dacapo Records)
- Face It (компіляція, Dacapo Records, 2002)
- Songs in the Darkness: Music Frøslevlejren 1944–45 (2005)
- Aquarellen Über Das Meer; Illustrations ‎(Dacapo Records, 2009)
- Else Marie Pade — Electronic Works: 1958—1995 (Important Records, 2013)